# Muay Lao
Muay Lao é uma arte marcial tradicional de Laos e nordeste da Tailândia (na província de Sakon Nakhon). É uma denominação regional para o kickboxing indochinês como o muay thai na Tailândia, pradal serey no Camboja, tomoi na Malásia e lethwei em Mianmar. Como outras artes marciais indochinesas o lutador se utiliza de socos, chutes, cotoveladas.
Nos dias atuais, o rum muay lao tem três etapas.
- Um desfile com roupas no estilo do antigo muay boran
- o wai kru (respeito aos professores)
- o combate entre os lutadores

O muay lao foi um evento nos Jogos do Sudeste Asiático de 2009 em Vientiane.